# 명의죄인
명의죄인(名義罪人)은 조선 중기 이후에 탄생한 용어로, 고려시대부터 존재하던 사문난적, 사세난적, 삼대민취와 함께 양반 사대부 사이에서 상대방을 폄하, 멸시하는 용어로 쓰인 용어이다.
서인에서 광해군 당시 인목대비 폐비론에 동조한 북인 당원들을 가리켜 부르던 용어에서 시작되었다. 그러나 본격적으로 쓰인 것은 숙종 때 인현왕후 폐비에 동조했던 남인 인사들을 단죄하기 위한 용어로 사용되면서 널리 확산되었다. 남인 중 인현왕후 폐비에 반대하거나 동조를 거부한 민암, 김덕원 등을 제외한 남인 인사들은 대부분 명의죄인으로 낙인찍혀 단죄되었다.
기사환국 이후 남인은 1백년이 넘도록 정승에 기용되지 못 하는 등 노론의 견제를 당했다. 노론은 17세기말 장희빈을 왕비로 책봉하고 인현왕후 민씨를 폐위하는 데 동조한 남인을 '명의죄인'이라는 이데올로기적 멍에를 씌웠다. 남인 계열에게 실증을 느낀 숙종은 갑술환국 당시 인현왕후를 서인(庶人)으로 폐비한 것을 후회한다는 전지(傳旨)를 내렸으나, 서인 중 온건파인 소론에게 정권을 주었다. 동시에 남인의 다수를 명의죄인이라 하여 중앙정계에서 추방하였다. 숙종 말엽 서인 온건파(후에 소론으로 발전)의 집권기간 중에는 일부 남인 비판으로 쓰였지만, 영조 즉위 후 노론 집권 이후부터는 남인의 정치적 부도덕성, 어머니를 폐출한 패륜아로 몰고 가는 용어로 활용되었다.
특히 학봉 김성일의 학문과 서애 유성룡의 학문을 모두 계승하여 퇴계 이황의 적통 계승자로 지목된 갈암 이현일 등이 명의죄인으로 지목되었다.

## 같이 보기
- 사문난적
- 사세난적
- 삼대민취
- 보지화양동 불알송선생
- 패륜아